# Guerra otomano-veneziana (1499–1503)

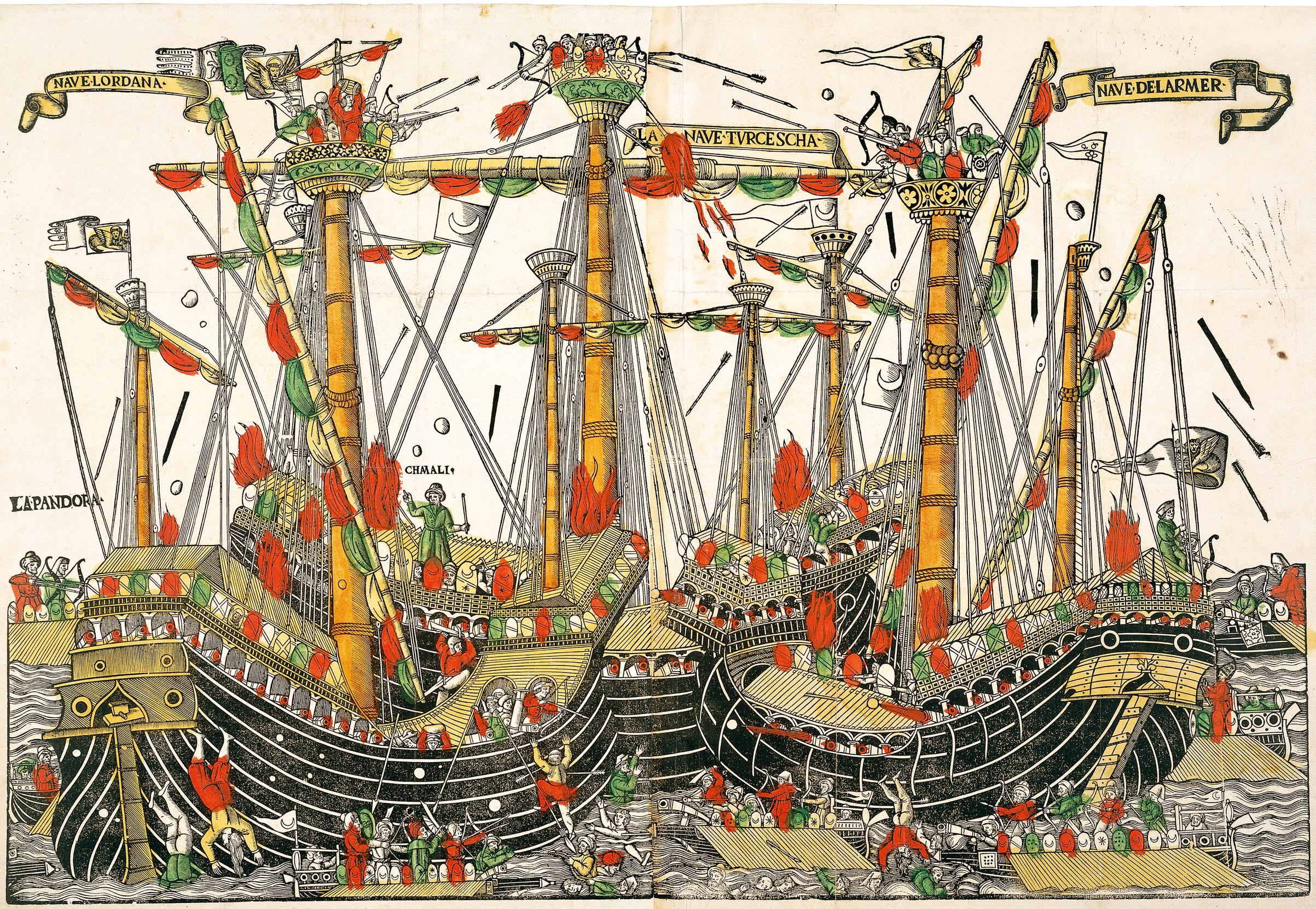
Segunda Guerra Otomano-Veneziana

A Segunda Guerra Otomano-Veneziana foi travada de 1499 a 1503 entre o Império Otomano e a República de Veneza pelo controle de terras contestadas no Mar Egeu, no Mar Jônico e no Mar Adriático.
Os otomanos, sob o comando do almirante Kemal Reis, saíram vitoriosos e obrigaram os venezianos a reconhecerem seus ganhos ao final da guerra.

## A guerra

### 1499
Em janeiro de 1499, Kemal Reis partiu de Constantinopla com uma força de 10 galés e 4 outros tipos de navios e, em julho de 1499, encontrou-se com a enorme frota otomana e assumiu seu comando para travar uma guerra em grande escala contra a República de Veneza. A frota otomana consistia em 67 galés, 20 galeões e cerca de 200 embarcações menores. Em agosto, Kemal Reis derrotou a marinha veneziana sob o comando de Antonio Grimani na Batalha de Zonchio (também conhecida como a Batalha de Sapienza ou a Primeira Batalha de Lepanto). Foi a primeira batalha naval da história com canhões usados em navios, e ocorreu em quatro dias distintos: nos dias 12, 20, 22 e 25 de agosto. Após chegar ao mar Jônico com a grande frota otomana, Kemal Reis encontrou a frota veneziana de 47 galés, 17 galeões e cerca de 100 embarcações menores sob o comando de Antonio Grimani perto do Cabo Zonchio e obteve uma importante vitória. Durante a batalha, Kemal Reis afundou a galera de Andrea Loredan, um membro da influente família Loredan de Veneza. Antonio Grimani foi preso em 29 de setembro, mas acabou sendo solto. Grimani mais tarde se tornou o Doge de Veneza em 1521. O sultão otomano Bayezid II presenteou 10 das galés venezianas capturadas para Kemal Reis, que estacionou sua frota na ilha de Cefalônia entre outubro e dezembro.
As incursões otomanas no interior da Dalmácia também começaram em 1499, sob o comando de Isa Pasha e Feriz Beg.

### 1500
Em dezembro de 1499, os venezianos atacaram Lepanto com a esperança de recuperar seus territórios perdidos no mar Jônico. Kemal Reis partiu de Cefalônia e retomou Lepanto dos venezianos. Ele permaneceu em Lepanto entre abril e maio de 1500, onde seus navios foram consertados por um exército de 15 000 artesãos otomanos trazidos da região. Dali, Kemal Reis zarpou e bombardeou os portos venezianos da ilha de Corfu, e em agosto derrotou mais uma vez a frota veneziana na Batalha de Modon. Kemal Reis bombardeou a fortaleza de Modon do mar e capturou a cidade. Mais tarde, ele se envolveu com a frota veneziana na costa de Corone capturou a cidade junto com um bergantim veneziano. De lá Kemal Reis navegou em direção à Ilha de Sapientza (Sapienza) e afundou a galera veneziana Lezza. Em setembro, Kemal Reis assaltou Voiussa e em outubro apareceu no Cabo Santa Maria na Ilha de Lefkada, antes de encerrar a campanha e retornar a Constantinopla em novembro. Com a Batalha de Modon, a frota e o exército turcos rapidamente dominaram a maioria das possessões venezianas na Grécia. Modon e Coron, os "dois olhos da República", foram perdidos. O Doge Agostino Barbarigo pediu ajuda ao Papa e aos Reis Católicos, e em 24 de dezembro um espanhol-Exército veneziano comandado por Gonzalo de Córdoba tomou Cefalônia, parando temporariamente a ofensiva otomana nos territórios venezianos orientais.

### 1501–1503
As incursões otomanas na Dalmácia chegaram ao ponto em que Veneza foi forçada a assinar um tratado com Vladislaus II da Hungria e o Papa Alexandre VI pelo qual eles prometiam 140 000 ducados por ano para o Reino da Hungria defender ativamente seus territórios do sul da Croácia, o que ajudou o defesa da Dalmácia veneziana, assinada após longas negociações em 13 de maio de 1501. Em 1501, Feriz Beg capturou Durazzo na Albânia veneziana.
No final de 1502, Veneza e o Império Otomano concordaram em um armistício. Em 31 de janeiro de 1503, Veneza assinou outro tratado com Vladislaus II, tendo já pago 124 000 ducados pelo tratado anterior, para pagar 30 000 ducados por ano para o mesmo fim.
Em 1503, as incursões da cavalaria turca atingiram o território veneziano no norte da Itália, e Veneza foi forçada a reconhecer os ganhos otomanos, encerrando a guerra.
A economia das cidades venezianas na Dalmácia foi severamente impactada pela ocupação turca do interior durante esta guerra.

## Resultado
Em setembro de 1510, Vladislau recebeu um total de 116 000 ducados sob os termos do segundo tratado com Veneza. Depois de 1508, ele também estava sob pressão da Liga de Cambrai para se juntar a eles contra Veneza, mas a habilidosa diplomacia veneziana impediu isso.